# Лимбург-Щирум
Лимбург-Щирум (на немски: Limburg-Stirum) са от 1242 г. графове на Свещената Римска империя като най-старият клон на графовете на Лимбург и господарите на господство Щирум. Клонове от фамилията съществуват до днес в Белгия и Нидерландия.
Основател на фамилията е граф Еберхард I фон Лимбург-Щирум (1252–1304).